# Equips de la temporada 2003/04 de la Primera Divisió Espanyola
A la temporada 2003/04 de la primera divisió espanyola hi van participar vint equips. La lliga la va guanyar el València CF, per davant del FC Barcelona, Deportivo de La Corunya i Reial Madrid. Per contra, Reial Valladolid, Celta de Vigo i Reial Múrcia van perdre la categoria i van baixar a Segona Divisió.

## València Club de Futbol
| - Cañizares 37 - Baraja 35 - 8 gols - Carboni 33 - Mista 33 - 19 gols - Vicente 33 - 12 gols - Albelda 33 - 1 gol - Marchena 31 - 2 gols - Ayala 30 - 1 gol - Curro Torres 29 - 1 gol - Rufete 27 - 2 gols - Jorge López 26 - 4 gols - Aimar 25 - 4 gols - Angulo 22 - 2 gols | - Xisco 22 - 1 gol - Oliveira 21 - 8 gols - Pellegrino 21 - 2 gols - Sissoko 18 - Garrido 15 - Navarro 12 - Canobbio 11 - 1 gol - Juan Sánchez 10 - gol - Fábio Aurélio 2 - Rangel 1 - Palop 0 - Amarilla 0 - Albiol 0 |

Entrenador: Rafael Benítez Maudes 38

## FC Barcelona
| - Xavi 36 - 4 gols - Cocu 36 - 5 gols - Van Bronckhorst 34 - 1 gol - Valdés 33 - Saviola 33 - 14 gols - Ronaldinho 32 - 14 gols - Reiziger 30 - Puyol 27 - Luis García 25 - 4 gols - Luis Enrique 24 - 3 gols - Márquez 22 - 1 gol - Quaresma 22 - 1 gol - Kluivert 21 - 8 gols - Motta 20 - 1 gol - Overmars 20 - 1 gol | - Gerard 19 - 1 gol - Davids 18 - 1 gol - Oleguer 18 - Gabri 16 - 1 gol - Iniesta 11 - 1 gol - Óscar López 6 - Rustu 4 - Andersson 4 - Sergio García 4 - Sergio Santamaría 4 - Jorquera 2 - Mario 1 - Ros 1 - Bonano 0 |

Entrenador: Frank Rijkaard 38

## Deportivo de La Corunya
| - Jorge Andrade 37 - Sergio 37 - 3 gols - Diego Tristán 34 - 9 gols - Valerón 34 - 3 gols - Molina 33 - Luque 32 - 8 gols - Víctor 31 - 7 gols - Fran 31 - 1 gol - Walter Pandiani 28 - 13 gols - Mauro Silva 27 - Capdevila 27 - 3 gols - Duscher 25 - Scaloni 23 - 2 gols | - Munitis 21 - 2 gols - Manuel Pablo 18 - Héctor 17 - Romero 17 - Naybet 16 - 1 gol - César 16 - Djalminha 11 - 2 gols - Pablo Amo 5 - Munúa 5 - Amavisca 4 - Iván Pérez 2 - Songo'o 1 - Jaime 0 |

Entrenador: Javier Irureta 38

## Reial Madrid
| - Casillas 37 - Figo 36 - 9 gols - Raúl 35 - 11 gols - Míchel Salgado 35 - 1 gol - Solari 34 - 5 gols - Zidane 33 - 6 gols - Ronaldo 32 - 24 gols - Roberto Carlos 32 - 5 gols - Raúl Bravo 32 - 1 gol - Beckham 32 - 3 gols - Helguera 29 - 1 gol - Pavón 29 - 1 gol - Guti 26 - 2 gols | - Portillo 18 - 1 gol - Cambiasso 17 - Borja 15 - Núñez 11 - 1 gol - Mejía 9 - Juanfran 5 - Jordi López 2 - Rubén 2 - César Sánchez 1 - Miñambres 1 - Morientes 1 - Carlos Sánchez 0 |

Entrenador: Carlos Queiroz 38

## Athletic Club de Bilbao
| - Urzaiz 37 - 8 gols - Ezquerro 35 - 3 gols - Aranzubía 34 - Karanka 34 - Etxeberria 34 - 6 gols - Del Horno 31 - 5 gols - Yeste 30 - 11 gols - Gurpegi 30 - 1 gol - Iraola 30 - 5 gols - Luis Prieto 29 - Tiko 29 - 5 gols - Orbaiz 26 - Javi González 25 | - Lacruz 25 - 1 gol - Jonan 23 - 2 gols - Larrazábal 15 - 1 gol - Arriaga 14 - 2 gols - Guerrero 14 - 1 gol - César 10 - Bordas 9 - Murillo 4 - Lafuente 4 - Vales 2 - Felipe Guréndez 2 - Merino 1 |

Entrenador: Ernesto Valverde Tejedor 38

## Sevilla FC
| - Pablo Alfaro 37 - Martí 36 - 1 gol - Javi Navarro 36 - 1 gol - David 35 - Esteban 30 - Baptista 30 - 20 gols - Alves 29 - 1 gol - Redondo 29 - Antoñito 28 - 5 gols - Darío Silva 27 - 7 gols - Casquero 25 - 4 gols - Carlitos 24 - 4 gols - Reyes 21 - 5 gols - Gallardo 20 - 1 gol - Antonio López 18 - Hornos 16 - 2 gols | - Torrado 10 - Marcos Vales 9 - Notario 9 - Óscar Rodríguez 8 - Aitor Ocio 7 - Sergio Ramos 7 - Marañón 6 - Podestá 6 - 2 gols - Magallanes 5 - 1 gol - Jesús Navas 5 - Luis Gil 4 - Marco Navas 3 - Njegus 3 - Víctor Salas 2 - Bezares 1 - Puerta 1 |

Entrenador: Joaquín Caparrós 38

## Atlético de Madrid
| - Fernando Torres 35 - 19 gols - Lequi 34 - 2 gols - Sergi 32 - Novo 32 - 1 gol - De los Santos 32 - 3 gols - Ibagaza 30 - 2 gols - Jorge 29 - 2 gols - Simeone 28 - 2 gols - Nano 28 - 5 gols - Gaspar 27 - Musampa 26 - 2 gols - Paunović 25 - 6 gols - Aguilera 24 - García Calvo 22 - 1 gol - Nikolaidis 22 - 6 gols - Rodrigo 16 | - Burgos 14 - Aragoneses 14 - Santi 14 - Juanma 11 - Gabi 6 - Javi Moreno 5 - Ortiz 5 - Arizmendi 4 - Diego Rivas 3 - Contra 3 - Movilla 2 - Olivera 2 - Pinola 2 - Hibic 1 - Romero 1 - Toché 1 |

Entrenador: Gregorio Manzano Ballesteros 38

## Vila-real CF
| - Reina 38 - Sonny Anderson 35 - 12 gols - Arruabarrena 34 - 2 gols - Pere Martí 34 - 1 gol - Riquelme 33 - 8 gols - José Mari 32 - 4 gols - Guayre 31 - 3 gols - Coloccini 31 - 1 gol - Ballesteros 30 - 1 gol - Roger 30 - 2 gols - Quique Álvarez 29 - 2 gols - Belletti 28 - 3 gols | - Víctor 27 - 3 gols - Josico 26 - Javi Venta 23 - Battaglia 15 - Arzo 10 - Calleja 9 - Senna 9 - Xisco Nadal 7 - 1 gol - Verza 3 - Cazorla 2 - Tena 1 - López Vallejo 0 |

Entrenador: Benito Floro Sanz 25, Francisco García Gómez 13

## Reial Betis
| - Joaquín 36 - 7 gols - Juanito 35 - 4 gols - Ismael 32 - 1 gol - Fernando 31 - 4 gols - Arzu 30 - Ito 29 - Lembo 29 - 1 gol - Denilson 29 - 2 gols - Varela 28 - Rivas 25 - Capi 24 - 2 gols - Contreras 22 - Benjamín 22 - 4 gols - Luis Fernández 21 | - Alfonso 20 - 4 gols - Assunçao 20 - 7 gols - Dani Martín 19 - 4 gols - Tote 17 - 2 gols - Prats 16 - Mingo 12 - 1 gol - Martín Palermo 11 - 1 gol - Tais 8 - Cañas 7 - Melli 4 - Relaño 1 - Maldonado 1 - Antoñito 1 |

Entrenador: Víctor Fernández Braulio 38

## Málaga CF
| - Josemi 37 - Miguel Ángel 35 - 3 gols - Duda 35 - 4 gols - Edgar 34 - 1 gol - Salva Ballesta 34 - 18 gols - Litos 34 - 2 gols - Gerardo 33 - Valcarce 32 - Insúa 31 - 3 gols - Romero 25 - 1 gol - Fernando Sanz 28 - 2 gols - Leko 22 - 2 gols | - Manu Sánchez 27 - 1 gol - Diego Alonso 23 - 6 gols - Arnau 21 - Canabal 20 - 4 gols - Calatayud 18 - Luque 11 - 2 gols - Rojas 10 - Juanito 8 - 1 gol - Alexis 3 - Juan Rodríguez 2 - Iznata 1 - Geijo 1 |

Entrenador: Juande Ramos 38

## RCD Mallorca
| - Leo Franco 33 - Eto'o 32 - 17 gols - Colsa 32 - 3 gols - Cortés 32 - Campano 30 - 4 gols - Nené 29 - 2 gols - Fernando Niño 28 - Correa 27 - 8 gols - Poli 26 - Lussenhoff 26 - Bruggink 26 - 7 gols - Marcos 25 - Nadal 24 - 1 gol | - Nagore 21 - Perera 19 - 6 gols - Delibasic 17 - 4 gols - Pereyra 16 - Olaizola 15 - Finidi 14 - Toni González 14 - Stankovic 11 - Edu Moya 9 - Ramis 9 - 1 gol - Raúl Martín 7 - Miki 6 - Ligüera 1 |

Entrenador: Jaime Moreira Pacheco 5, Tomeu Llompart Coll 1, Luis Aragonés 32

## Reial Saragossa
| - Villa 38 - 16 gols - Álvaro 36 - 4 gols - Milito 35 - Ponzio 35 - 3 gols - Galletti 34 - 3 gols - Cani 32 - 4 gols - Laínez 30 - Savio 29 - 2 gols - Rebosio 27 - 1 gol - Soriano 24 - 2 gols - Cuartero 24 - Toledo 23 - 3 gols - David Pirri 23 - Generelo 18 - 1 gol - Corona 17 | - Dani 15 - 3 gols - Movilla 15 - Yordi 12 - 1 gol - Drulic 11 - 1 gol - Iñaki 10 - Espadas 7 - Valbuena 7 - Juanele 6 - Jesús 5 - Vellisca 5 - Ferrón 3 - Capi 1 - Paco 1 - Zaparaín 1 |

Entrenador: Francisco Flores Lajusticia 20, Víctor Muñoz Manrique 18

## CA Osasuna
| - Antonio López 35 - Valdo 35 - 3 gols - Puñal 35 - 4 gols - Izquierdo 35 - 1 gol - Sanzol 34 - Cruchaga 34 - 1 gol - Aloisi 33 - 6 gols - Josetxo 32 - Moha 30 - 2 gols - Muñoz 30 - 1 gol - Webó 28 - 4 gols - Pablo García 27 - 4 gols - Bakayoko 26 - 4 gols | - Alfredo 15 - Iván Rosado 15 - 1 gol - Palacios 15 - Rivero 15 - Morales 12 - 2 gols - Gorka García 10 - Mateo 9 - Pinheiro 6 - Cuellar 5 - Elia 4 - Expósito 3 - Seguro 2 |

Entrenador: Javier Aguirre Onaindia 38

## Albacete Balompié
| - Pablo 37 - 1 gol - Montiel 36 - Viaud 33 - 1 gol - Pacheco 33 - 7 gols - Paco Peña 32 - David Sánchez 29 - 1 gol - Aguirregomezkorta 29 - 5 gols - Parri 29 - 6 gols - Aranda 25 - 8 gols - Almunia 24 - Buades 24 - Álvaro Rubio 23 - Delporte 22 - 2 gols - Redondo 18 - 3 gols - Munteanu 17 - Iván Díaz 15 | - Basti 14 - 1 gol - Unai 14 - Roa 14 - Pablo García 13 - Fabiano 12 - 1 gol - Amato 8 - Fernando Navarro 7 - Christian Díaz 6 - Lawal 5 - Siviero 5 - Cacà 2 - Pedro Hernández 2 - Simeón 2 - Gato 1 - Moso 0 |

Entrenador: César Ferrando Jiménez 38

## Reial Societat
| - Karpin 38 - 7 gols - Kovacevic 36 - 8 gols - López Rekarte 35 - Xabi Alonso 34 - 3 gols - Schürrer 33 - 1 gol - Gabilondo 33 - 3 gols - Nihat 32 - 14 gols - Aranburu 32 - Kvarme 29 - Alkiza 28 - De Paula 27 - 5 gols - Aranzábal 24 - Westerveld 20 | - Potillon 20 - Alberto 18 - Jáuregi 17 - 1 gol - De Pedro 13 - 1 gol - Lee Chun Soo 13 - Xabi Prieto 11 - 2 gols - Boris 7 - Barkero 3 - Mikel Alonso 3 - Azpilikueta 1 - Larrea 1 - Oskitz 1 - Zubiaurre 0 |

Entrenador: Raynald Denoueix 38

## RCD Espanyol
| - Maxi Rodríguez 37 - 4 gols - Domoraud 36 - 1 gol - Tamudo 32 - 19 gols - Lopo 31 - 4 gols - Morales 31 - Jordi Cruyff 30 - 3 gols - Lemmens 29 - Womé 26 - 1 gol - De la Peña 25 - 1 gol - David García 24 - Àlex Fernàndez 24 - 2 gols - Fredson 23 - 3 gols - Pochettino 21 - 1 gol - Tayfun 21 - Hadji 16 - 1 gol - Torricelli 15 | - Toni Velamazán 13 - Raúl Molina 12 - 1 gol - Raducanu 11 - 3 gols - Bobson 9 - 1 gol - Toni 9 - Vignal 9 - 1 gol - Jarque 9 - Héctor Simón 8 - Bastia 8 - Òscar 7 - 1 gol - Marc Bertran 6 - Soldevilla 4 - García 3 - Corominas 2 - Luismi 1 |

Entrenador: Javier Clemente Lázaro 10, Luis Fernandez 28

## Racing de Santander
| - Javi Guerrero 36 - 11 gols - Benayoun 35 - 7 gols - Morán 35 - 3 gols - Ricardo 34 - Regueiro 33 - 4 gols - Juanma 33 - 1 gol - Pablo Casar 32 - 1 gol - Diego Mateo 30 - Nafti 30 - 1 gol - Bodipo 30 - 7 gols - Ayoze 28 - Matabuena 27 - 2 gols - Afek 25 - 2 gols | - Jonathan Valle 25 - 2 gols - Neru 21 - Moratón 20 - Cristian Álvarez 15 - 5 gols - Coromina 14 - Anderson 8 - Pablo Lago 7 - Raúl 5 - Txiki 5 - Dudu Aouate 4 - Arthuro 0 - Epitié 0 |

Entrenador: Lucas Alcaraz González 38

## Reial Valladolid
| - Bizarri 38 - Óscar González 37 - 10 gols - Sales 35 - 3 gols - Torres Gómez 34 - Marcos 33 - Jonathan 31 - 2 gols - Ricchetti 30 - 1 gol - Julio César 28 - 1 gol - Caminero 27 - 1 gol - Jesús Sánchez 27 - 4 gols - Losada 27 - 8 gols - Zapata 25 - 2 gols - Sousa 24 - 3 gols - Chema 23 - 2 gols | - Peña 21 - Makukula 18 - 8 gols - Cardetti 11 - Óscar Sánchez 10 - Pablo Paz 9 - Ciric 8 - 1 gol - Figueredo 8 - Moré 4 - Javi Jiménez 4 - Rafa 3 - Pachón 3 - Orcellet 1 - Jon Ander 0 |

Entrenador: Fernando Vázquez Pena 34, Antonio Sánchez Santos 4

## Celta de Vigo
| - Milosevic 37 - 14 gols - Cavallero 32 - Ángel 31 - Gustavo López 30 - 2 gols - Jesuli 30 - 6 gols - Silvinho 29 - José Ignacio 29 - 4 gols - Luccin 29 - 2 gol - Berizzo 26 - 1 gol - Velasco 25 - Cáceres 24 - Mostovoi 24 - 6 gols - Juanfran 21 - 1 gol - Sergio Fernández 19 - Vagner 19 | - Edú 18 - 3 gols - Giovanella 16 - Ilic 13 - 1 gol - Méndez 13 - Oubiña 12 - Jandro 12 - 2 gols - Catanha 10 - 1 gol - Pinto 6 - Contreras 6 - 1 gol - Pinilla 6 - Jonathan Aspas 3 - Israel Delgado 2 - Nacho Franco 2 - Bouzón 2 - Manolo 1 |

Entrenador: Miguel Ángel Lotina 21, Radomir Antić 9, Ramón Carnero González 8

## Reial Múrcia
| - Luis García 38 - 11 gols - Acciari 35 - 2 gols - Cuadrado 34 - Richi 34 - 3 gols - Juanma 31 - Karanka 31 - 7 gols - Míchel 29 - 4 gols - Jensen 28 - Clavero 24 - Gancedo 18 - Juanmi 18 - Loeschbor 17 - Esnáider 17 - 1 gol - Maciel 16 - Largo 16 - Hurtado 15 - Carreras 15 | - Fredi 14 - Julio Álvarez 12 - Bonano 11 - Quintana 11 - 1 gol - Roteta 11 - Valera 10 - Sánchez Broto 9 - Azcárate 8 - Roberto 8 - Tato 7 - Juárez 5 - Sebas 2 - Zamora 2 - Setvalls 1 - Isach 0 - Gómez 0 |

Entrenador: Joaquín Peiró Lucas 20, John Benjamin Toshack 18